# مايكل بيلا
مايكل بيلا (بالألمانية: Michael Bella)‏ ، من مواليد 29 سبتمبر 1945 ، لاعب كرة قدم ألماني سابق.
لعب مع منتخب ألمانيا لكرة القدم.

## روابط خارجية
- مايكل بيلا على موقع قاعدة بيانات كرة القدم.إي يو (الإنجليزية)
- مايكل بيلا على موقع بيانات كرة القدم. دي إي (الألمانية)
- مايكل بيلا على موقع ناشيونال فوتبول تيمز (الإنجليزية)
- مايكل بيلا على موقع عالم كرة القدم.نت (الإنجليزية)